# Чемпіонат світу з футболу 1990 (кваліфікаційний раунд, ОФК)
У рамках відбіркового турніру до чемпіонату світу з футболу 1990 три футбольні збірні країн Океанії (зона ОФК), а також збірні Китайського Тайбею та Ізраїлю, що з політичних причин не мали можливості брати участь у відборі в азійській зоні АФК, змагалися за місце у міжконтинентальному плей-оф, переможець якого вже у свою чергу ставав учасником фінальної частини чемпіонату світу з футболу 1990.
Переможцем турніру і, відповідно, представником ОФК у міжконтинентальному плей-оф стала збірна Ізраїлю, яка згодом поступилася у плей-оф команді Колумбії. Таким чином представників ОФК у фінальній частині ЧС-1990 не було.

## Формат
Змагання проходили у два раунди. У першому з них чотири учасники відбору (за виключенням Ізраїлю) були розбиті на пари, в кожній з яких за результатами двох ігор визначалося по одному учаснику другого раунду.
У другому раунді до двох переможців першого раунду приєднувалася збірна Ізраїлю, і три команди проводили мінітурнір за круговою системою, за якою кожна команда грала із кожним суперником по дві гри — одній удома й одній в гостях. До міжконтинентального плей-оф виходила команда-переможець другого раунду.

## Перший раунд
| Команда 1         | Заг. | Команда 2     | 1-й матч | 2-й матч |
| ----------------- | ---- | ------------- | -------- | -------- |
| Китайський Тайбей | 1–8  | Нова Зеландія | 0–4      | 1–4      |
| Фіджі             | 2–5  | Австралія     | 1–0      | 1–5      |

| 11 грудня 1988 |

| Китайський Тайбей | 0–4 | Нова Зеландія                                   |
| ----------------- | --- | ----------------------------------------------- |
|                   |     | 36' Райт 45' Маккленнан 57' Барклі 76' Голліген |

| Ньютон Парк, Веллінгтон Глядачів: 2,500 Арбітр: Кріс Бембрідж (Австралія) |

| 15 грудня 1988 |

| Нова Зеландія                     | 4–1 | Китайський Тайбей |
| --------------------------------- | --- | ----------------- |
| Райт 12' Маккленнан 17', 42', 49' |     | 56' (аг) Лунд     |

| Вестерн Спрінгс, Окленд Глядачів: 7,500 Арбітр: Гарі Павер (Австралія) |

Нова Зеландія перемогла 8–1 за сумою двох матчів і пройшла до Другого раунду.
| 26 листопада 1988 |

| Фіджі      | 1–0 | Австралія |
| ---------- | --- | --------- |
| Мадігі 66' |     |           |

| Прінс Чарлз Парк, Нанді Глядачів: 6,000 Арбітр: Гарі Фліт (Нова Зеландія) |

| 3 грудня 1988 |

| Австралія                                               | 5–1 | Фіджі     |
| ------------------------------------------------------- | --- | --------- |
| Янкос 9', 69' (пен.) Спінк 25' Арнольд 84' Трімболі 87' |     | 89' Далай |

| Макгвайр Філдс, Ньюкасл Глядачів: 5,220 Арбітр: Кеннет Воллес (Нова Зеландія) |

Австралія перемогла 5–2 за сумою двох матчів і пройшла до Другого раунду.

## Другий раунд
| Поз | Команда       | І | В | Н | П | ГЗ | ГП | РГ | О | Кваліфікація |     | ISR | AUS | NZL |
| --- | ------------- | - | - | - | - | -- | -- | -- | - | ------------ | --- | --- | --- | --- |
| 1   | Ізраїль (A)   | 4 | 1 | 3 | 0 | 5  | 4  | +1 | 5 |              |     | —   | 1–1 | 1–0 |
| 2   | Австралія     | 4 | 1 | 2 | 1 | 6  | 5  | +1 | 4 |              |     | 1–1 | —   | 4–1 |
| 3   | Нова Зеландія | 4 | 1 | 1 | 2 | 5  | 7  | −2 | 3 |              | 2–2 | 2–0 | —   |     |

| 5 березня 1989 |

| Ізраїль      | 1–0 | Нова Зеландія |
| ------------ | --- | ------------- |
| Розенталь 7' |     |               |

| Стадіон Рамат-Гана Глядачів: 44,500 Арбітр: Серж Мументалер (Швейцарія) |

| 12 березня 1989 |

| Австралія                            | 4–1 | Нова Зеландія |
| ------------------------------------ | --- | ------------- |
| Кріно 15' Арнольд 42', 55' Янкос 77' |     | 70' Данфорд   |

| Сіднейський футбольний стадіон Глядачів: 13,621 Арбітр: Такада Сідзуо (Японія) |

| 19 березня 1989 |

| Ізраїль          | 1–1 | Австралія |
| ---------------- | --- | --------- |
| Охана 67' (пен.) |     | 72' Янкос |

| Стадіон Рамат-Гана Глядачів: 45,000 Арбітр: Манфред Нойнер (ФРН) |

| 2 квітня 1989 |

| Нова Зеландія              | 2–0 | Австралія |
| -------------------------- | --- | --------- |
| Данфорд 19' Біллі Райт 80' |     |           |

| Маунт Смарт Глядачів: 3,340 Арбітр: Майдін Бін Сінгах (Сінгапур) |

| 9 квітня 1989 |

| Нова Зеландія              | 2–2 | Ізраїль                   |
| -------------------------- | --- | ------------------------- |
| Біллі Райт 19' Данфорд 35' |     | 16' Розенталь 37' Клінгер |

| Маунт Смарт Глядачів: 3,200 Арбітр: Клод Буїє (Франція) |

| 16 квітня 1989 |

| Австралія    | 1–1 | Ізраїль   |
| ------------ | --- | --------- |
| Трімболі 88' |     | 40' Охана |

| Сіднейський футбольний стадіон Глядачів: 40,320 Арбітр: Карло Лонгі (Італія) |

## Міжконтинентальний плей-оф
Переможець кваліфікаційного раунду в Зоні ОФК виходив до плей-оф КОНМЕБОЛ — ОФК, де йому протистояла одна з команд, що здобула перемогу у своїй групі відбіркового турніру Зони КОНМЕБОЛ, де розігрувалася одна путівка до фінальної частини чемпіонату світу 1986 року.
| 15 жовтня 1989 15:30 UTC–5 Перша гра |

| Колумбія     | 1–0      | Ізраїль |
| ------------ | -------- | ------- |
| Усур'яга 73' | Протокол |         |

| Стадіон імені Роберто Мелендеса Глядачів: 65,000 Арбітр: Мішель Вотро (Франція) |

| 30 жовтня 1989 19:00 UTC+2 Друга гра |

| Ізраїль | 0–0 | Колумбія |
| ------- | --- | -------- |
|         |     |          |

| Стадіон Рамат Гана, Рамат-Ган Глядачів: 50,000 Арбітр: Едгардо Кодесаль (Мексика) |

## Бомбардири
4 голи
| - Чарлі Янкос | - Даррен Маккленнан | - Біллі Райт |

3 голи
| - Грем Арнольд | - Малколм Данфорд |  |

2 голи
| - Пол Трімболі | - Елі Охана | - Ронні Розенталь |

1 гол
| - Оскар Кріно - Воррен Спінк - Лотен Далай | - Равуаме Мадігі - Нір Клінгер | - Ноел Барклі - Денні Голліген |

1 автогол
- Гаррі Лунд (у грі проти Китайського Тайбею)